# Manitoba-wapiti
De Manitoba-wapiti (Cervus canadensis manitobensis) is een ondersoort van de wapiti, die voorkomt in het Midden-Westen van de Verenigde Staten (specifiek North Dakota) en de zuidelijke gebieden van de Canadese prairies (Manitoba, Saskatchewan en Alberta). 
In 2001-2002 werd een fokgroep van 52 Manitoba-wapiti's geïntroduceerd in de Cataloochee-vallei van het Great Smoky Mountains National Park in North Carolina om daar een populatie oostelijke wapiti's te vervangen, die daar honderd jaar eerder waren uitgestorven. In 2021 was de populatie gegroeid tot 150-200 individuen, waarbij hun leefgebied was uitgebreid buiten het oorspronkelijke beschermde gebied. In 2016 werd een van de wapiti's uit de kudde van North Carolina gespot in South Carolina, waarmee het de eerste waarneming van wapiti's in de staat werd sinds de late achttiende eeuw.
Vergeleken met de Rocky Mountain-wapiti is de Manitoba-wapiti groter, maar met een kleiner gewei. De ondersoort was in 1900 bijna uitgestorven, maar de populatie is sindsdien weer gegroeid.
De belangrijkste natuurlijke vijand van de Manitoba-wapiti is de wolf. Aangezien de wapiti een niet-trekkende soort is, kan het niet vertrouwen op de langeafstandsmigratie om zo het risico op predatie te verminderen. De ondersoort gebruikt daarom een combinatie van gedragspatronen, zoals kuddegedrag, beweging en waakzaamheid om predatie te vermijden.